# Distretto elettorale di Otjombinde
Il distretto elettorale di Otjombinde è un distretto elettorale della Namibia situato nella Regione di Omaheke con 6.851 abitanti al censimento del 2011. Il capoluogo è la città di Otjombinde.
Altre località del distretto sono Tallismanus, Helena e Rietfontein.